# 黄大仙区

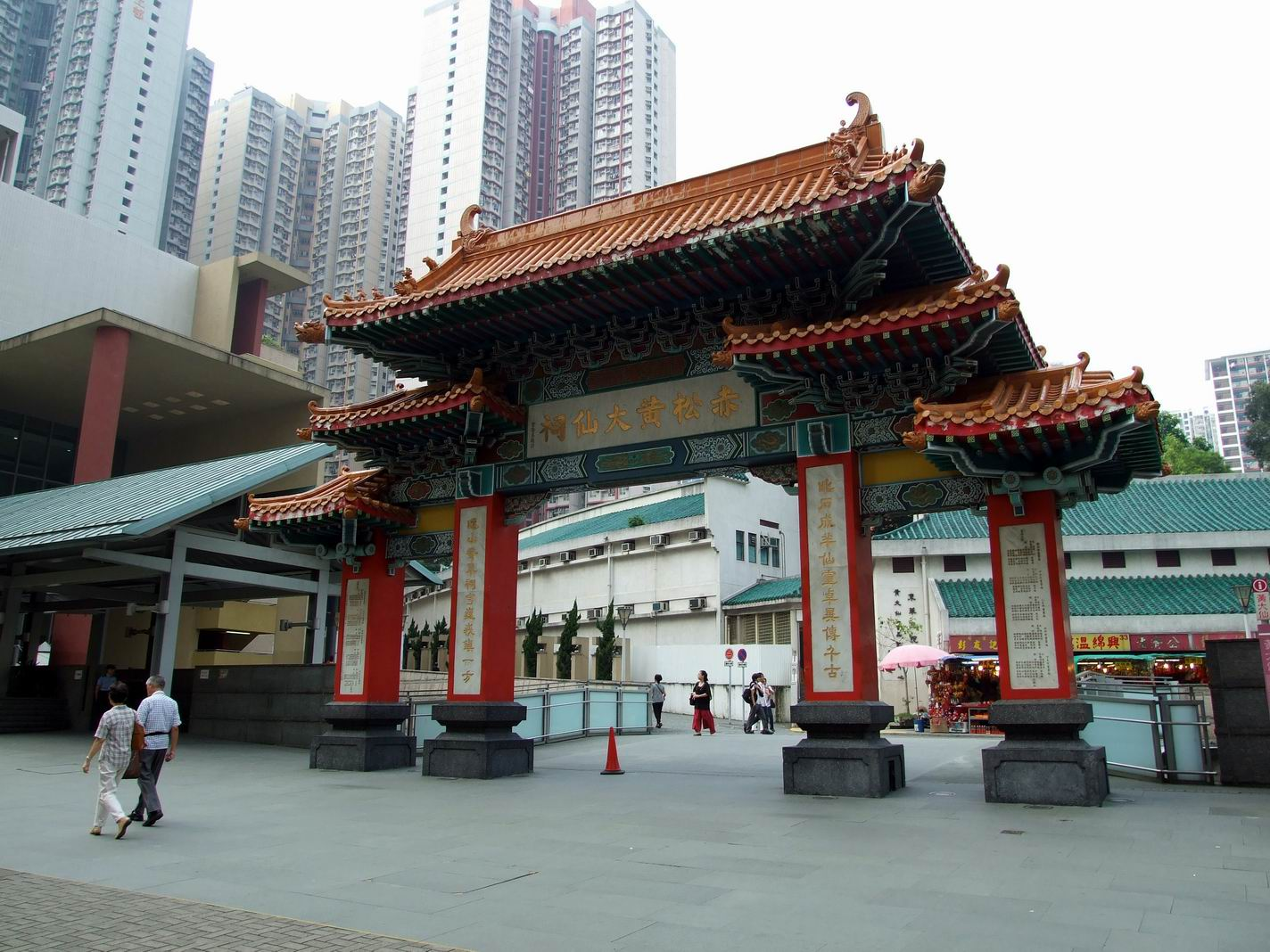
黄大仙区地標：黄大仙祠牌楼

黄大仙区（こうだいせんく、広東語読み：ウォンタイシンキョイ） は、香港の18の行政区画の1つであり、唯一の内陸区。住民は、教育水準、平均収入が最も低く、最も平均年齢が高く、人口密度が2番目に高い。

## 地理
鑽石山（さんせきざん、ダイヤモンドヒル）、横頭磡（こうとうかん）、楽富（らくふ）、竹園（ちくえん）、黄大仙、慈雲山（しうんざん）、斧山（富山、ふざん、ハンマーヒル）、鳳徳（ほうとく）、彩雲（さいうん）、彩虹（さいこう）、牛池湾（ぎゅうちわん）、坪石（へいせき）、新蒲崗（しんぽこう）、いくつかの主要な公営住宅地所のある地域がこの区に位置する。住民の85パーセント以上は公共住宅に住んでいる。
区が名前は、区域内の黄大仙に奉納された黄大仙祠に由来している。
また、唐朝時代の様式で建てられた観光名所の志蓮浄苑と南蓮園池が位置している。

## 教育

### 大学
- 志蓮夜書院（中国語版）

### 中学校
- 中華基督教会基協中学（中国語版）
- 李求恩紀念中学（中国語版）
- 天主教伍華中学（中国語版）
- 楽善堂余近卿中学（中国語版）
- 可立中学（嗇色園主弁）（中国語版）
- 龍翔官立中学（中国語版）
- 潔心林炳炎中学（中国語版）
- 中華基督教会扶輪中学（中国語版）
- 五旬節聖潔会永光書院（中国語版）
- 楽善堂王仲銘中学（中国語版）
- 聖母書院（中国語版）
- 彩虹邨天主教英文中学（中国語版）
- 聖公会聖本徳中学（中国語版）
- 徳愛中学（中国語版）
- 聖文徳書院（中国語版）
- 中華基督教会協和書院（中国語版）
- 保良局第一張永慶中学（中国語版）
- 救世軍卜維廉中学（中国語版）
- 香港神託会培敦中学（中国語版）
- 仏教孔仙洲紀念中学（中国語版）
- 仏教志蓮中学（中国語版）
- 保良局何蔭棠中学（中国語版）
- 徳望学校（中国語版）
- 神召会馬理信書院
- 国際基督教優質音楽中学曁小学（中国語版）

### 小学校
- 華徳学校（中国語版）
- 福徳学校（中国語版）
- 黄大仙官立小学（中国語版）
- 黄大仙天主教小学（中国語版）
- 聖公会基徳小学
- 天主教博智小学
- 孔教学院大成小学（中国語版）
- 天主教伍華小学（中国語版）
- 献主会溥仁小学（中国語版）
- 聖博徳学校（中国語版）
- 嘉諾撒小学（中国語版）
- 浸信会天虹小学（中国語版）
- 真鐸学校（中国語版）
- 中華基督教会基華小学（中国語版）
- 聖博徳天主教小学（蒲崗村道）
- 聖文徳天主教小学
- 慈雲山聖文徳天主教小学（中国語版）
- 嘉諾撒小学（新蒲崗）（中国語版）
- 中華基督教会基慈小学（中国語版）
- 保良局錦泰小学
- 保良局陳南昌夫人小学
- 彩雲聖若瑟小学
- 嗇色園主弁可立小学
- 伊斯蘭鮑伯濤紀念小学
- 慈雲山天主教小学（中国語版）
- 聖母小学（中国語版）
- 徳望小学曁幼稚園（中国語版）
- 国際基督教優質音楽中学曁小学（中国語版）
- 神召会徳萃書院（小学部）（中国語版）

### 特別支援学校
- 香港紅十字会瑪嘉烈戴麟趾学校（中国語版）
- 礼賢会恩慈学校（広東語版）

## 交通
龍翔道とMTR観塘線によって接続されている。

### 鉄道
- 香港MTR
  - ■観塘線

（黄埔方面）- 楽富駅 - 黄大仙駅 - 鑽石山駅 - 彩虹駅 -（調景嶺方面）
  - ■屯馬線

（屯門方面）- 鑽石山駅 -（烏渓沙方面）

### 道路
幹線道路
- ：大老山トンネル（中国語版）
- ：龍翔道（中国語版）

市区道路
- 彩虹道（中国語版）
- 太子道東
- 清水湾道（中国語版）
- 蒲崗村道（中国語版）
- 東頭邨道（中国語版）